# Бєлявський Сергій Іванович
Сергій Іванович Бєлявський (рос. Сергей Иванович Белявский; 7 грудня 1883 — 13 жовтня 1953) — радянський астроном, член-кореспондент АН СРСР (1939).

## Біографічні відомості
Народився в Петербурзі. Закінчив Петербурзький університет (1906). У 1909—1925 очолював Сімеїзьке відділення Пулковської обсерваторії, в 1937—1944 — директор Пулковської обсерваторії, на цій посаді став наступником репресованого Бориса Герасимовича.
Наукові роботи присвячені фотографічній астрометрії і астрофотометрії, вивченню змінних зірок. Відкрив понад 250 змінних зірок, 37 малих планет і одну комету. Склав «Каталог фотографічних величин 2777 зірок» (1915) і «Астрографічний каталог 11 322 зірок» (1947).